# Kirkwood (Zuid-Afrika)
Kirkwood is een plaats in de Zuid-Afrikaanse provincie Oost-Kaap.
Kirkwood telt ongeveer 5500 inwoners.

## Subplaatsen
Het nationaal instituut voor de statistiek, Stats SA, deelt sinds de census 2011 deze hoofdplaats in in 3 zogenaamde subplaatsen (sub place):
Aquapark • Bergsig • Kirkwood SP.